# 브랜디 알렉산더

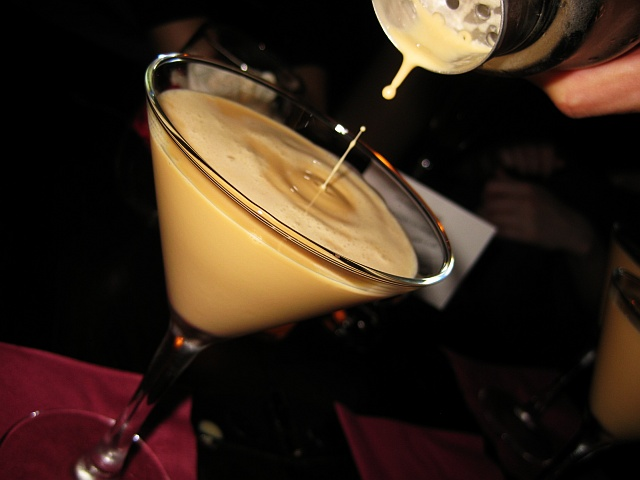

브랜디 알렉산더(Brandy Alexander)는 브랜디 기반의 디저트 칵테일로 코냑, 크렘 드 카카오, 크림으로 구성되어 있으며 20세기 초에 인기를 끌었다. 이는 단순히 알렉산더(Alexander)라고 불리는 초기 진 기반 칵테일의 변형이다. 오늘날 알렉산더(Alexander)로 알려진 칵테일에는 진 (술)이나 브랜디가 포함될 수 있다. "프로즌 브랜디 알렉산더"(frozen Brandy Alexander)에는 아이스크림을 추가할 수 있다.

## 역사
유래에 대해서는 많은 소문이 있다. 일부 소식통에 따르면 이 이름은 1922년 메리 공주와 라셀레스 자작의 런던 결혼식 당시 만들어졌다고 한다. 드라마 평론가이자 알곤퀸 원탁회의 회원인 알렉산더 울콧(Alexander Woolllcott)은 이 이름이 그의 이름을 따서 지어졌다고 말했다. 다른 소식통에 따르면 이 이름은 러시아 차르 알렉산드르 2세의 이름을 따서 명명되었다.
이 음료의 이름은 20세기 초 인기 광고 캠페인의 캐릭터인 피비 스노(Phoebe Snow)를 기념하는 저녁 식사에서 화이트 음료를 제공하기 위해 음료를 만든 뉴욕 레스토랑 렉터스(Rector's)의 바텐더인 트로이 알렉산더(Troy Alexander)의 이름을 따서 명명되었을 것으로 추정된다.
존 레논은 1974년 3월 12일 해리 닐슨에 의해 소위 "잃어버린 주말"에 소개되었다. 두 사람은 스마더스 형제(Smothers Brothers)를 야유하기 시작했고, 퇴장당하는 동안 레논은 웨이트리스를 폭행한 것으로 알려졌다. 레논은 나중에 그 음료가 "밀크셰이크 맛이 났다"고 말했다.

## 같이 보기
- 알렉산더 (칵테일)